# Distrito de Tumbadén
El distrito de Tumbadén es uno de los cuatro que conforman la provincia de San Pablo, ubicada en el departamento de Cajamarca en el Norte del Perú.
Desde el punto de vista jerárquico de la Iglesia católica forma parte de la Diócesis de Cajamarca, sufragánea de la Arquidiócesis de Trujillo.

## Historia
El distrito cuenta con múltiples restos arqueológicos que demuestran que ya existía desde épocas preincas.
El origen de su nombre esta en la voz: "Tumba" (español) y la voz o sufijo: "-den" (kulli) el cual significa "en donde hay" por lo que Tumbadén significa: En donde hay tumbas, haciendo referencia a las ventanillas que se encuentran a 1.5 km del centro de la capital distrital. (más información: clic aquí)
El distrito fue creado mediante Ley N° 23336 del 11 de diciembre de 1981, en el segundo gobierno del Presidente Fernando Belaúnde Terry.

## Geografía
Tiene una superficie de 264,37 km².
- Ríos:
- Lagos:

## División administrativa
Posee 19 caseríos. y dos centros poblados

## Capital
Su capital es el pueblo de Tumbaden. 
Es un pueblo situado a 3 100 m s. n. m., aproximadamente cuenta con unas treinta viviendas. Tiene una posta médica, colegio secundario, escuela primaria y un jardín para niños. Cuenta con su local municipal, el alcalde actual reside en el caserío llamado Maraypampa, distante a media hora  de la capital del distrito.

## Autoridades

### Municipales
- 2023 - 2026[3]
  - Alcalde: Wilder HERRERA CABANILLAS.
  - Regidores:

### Policiales
- Comisario:  PNP.

### Religiosas
- Diócesis de Cajamarca[4]
  - Obispo: Mons. José Carmelo Martínez Lázaro, OAR.
- iglesia cristiana del NAZARENO

## Festividades
- Noviembre: San Luis de Tolosa, Patrón de Todos los Santos.
- 11 de diciembre ( ANIVERSARIO)

## Vías de acceso
Se puede llegar a Tumbadén siguiendo la ruta: Cajamarca-Cooperativa Atahualpa Jerusalén (Granja Porcón), el viaje dura unas dos horas aproximadamente, haciendo un recorrido de 57 km. También se puede llegar siguiendo la ruta: Chilete-San Pablo-Tumbadén, por la nueva pista, con un total de 2 horas de viaje aproximadamente. Y de Cajamarca, Por la nueva pista San Pablo-Chilete, con una hora de viaje aproximadamente.

## Producción
Es básicamente ganadero, dedicado a la producción de leche, la cual vende a las fábricas de Nestlé y Gloria. También se hace agricultura en menor escala, básicamente para autoconsumo.

## Turismo
Este distrito cuenta con un buen potencial turístico. Presenta restos arqueológicos como Ventanillas, a 20 minutos de Tumbadén; Chaupirume Alto, a una hora y media de Tumbadén; La Torre, a dos horas a pie desde Tumbadén; etc. 
Tiene también hermosos lugares naturales, como: Cascadas, bosques de pinos, pequeños valles, ríos, etc. Además la Artesanía: Ponchos, mantas, alforjas, etc. El problema son sus vías de acceso, las que se encuentran en mal estado de conservación; además, también hay falta de hostales y restaurantes.